# Gattjinapalatset

Gattjina

Gattjina är ett slott som ligger i staden Gattjina, strax utanför Sankt Petersburg.

## Historia
Palatset uppfördes 1766-1781. Katarina den stora gav 1783 slottet till sin son Paul I av Ryssland, och han bodde sedan där med sin familj under sin tid som tronföljare. 
Då Paul blivit tsar 1796 började man bygga om slottet helt. Det fick en ny, sträng fasad efter ritningar av en arkitekt Brenna. Efter mordet på tsar Paul 1801 bodde hans änka på slottet till sin död 1828. Därefter använde tsarfamiljen palatset sparsamt.
Eftersom slottet ligger ganska isolerat blev det dock ett favoritresidens för Alexander III av Ryssland med familj 1881-1894. Han fruktade ständigt attentat, och Gattjina passade honom därför ur säkerhetssynpunkt. Tsarfamiljen bodde där permanent under hans regeringstid, och kallades då "autokratins citadell". Området är mycket naturskönt med många sjöar, och därför lät man också planera parken som den första engelska parken i Ryssland. 
Under andra världskriget blev slottet och parken illa åtgångna under tysk ockupation, men sedan dess har genom åren flera av byggnaderna och parken blivit restaurerade.

## Galleri

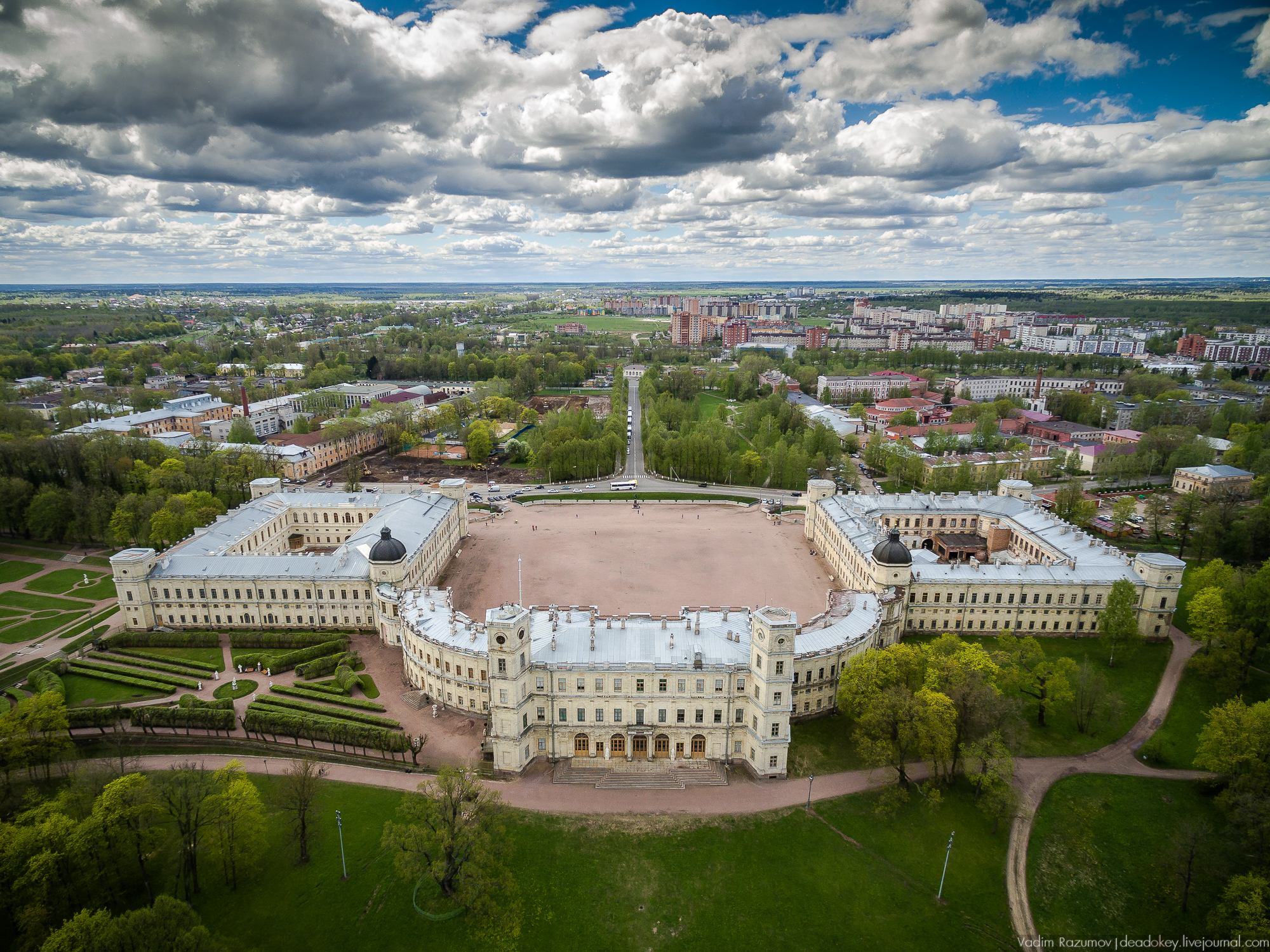
Vadimrazumov copter - Gatchina 5
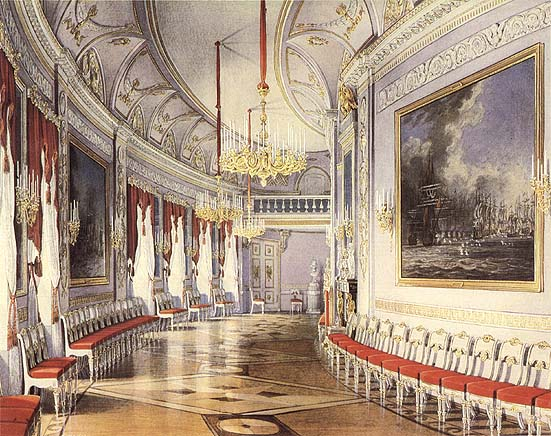
Chesma Gallery of the Gatchina Palace